# Vișeu de Jos, Maramureș
Vișeu de Jos (în maghiară Alsóvisó, în germană Unterwischau) este satul de reședință al comunei cu același nume din județul Maramureș, Transilvania, România.

## Etimologie
Etimologia numelui localității: din hidron. Vișeu (< n. pers. Vișa, diminutivul lui Vičeslav = Visalv = Vitoslav) + de + Jos. 

## Așezarea
Localitatea Vișeu de Jos este situată în partea de sud-est a Depresiunii Maramureș,  pe ambele maluri ale râului Vișeu, la o distanță de 117 km de reședința județului, municipiul Baia Mare, și la o distanță de 6 km de orașul Vișeu de Sus, având o suprafață de 5.600 hectare.
Vișeu de Jos este atestat documentar ca așezare din anul 1353, an consemnat în mai multe documente scrise, ca fiind sat liber stăpânit de cnezi și voievozi. Prin actul de posesie a lui Bogdan Vodă se atestă existența Vișeului de Jos chiar înainte de 1353 - ca fiind ținut ce făcea parte din cnezatul de vale al Bogdăneștilor.
Satul Vișeu de Jos se învecinează la est cu orașul Vișeu de Sus, la sud cu Săliștea de Sus, la sud-vest cu Bogdan Vodă, la vest cu Rozavlea, la nord-vest cu Leordina iar la nord cu Ruscova și Poienile de sub Munte.

## Lăcașuri de cult
- Biserica Ortodoxă veche, azi Biserica Ortodoxă "Înălțarea Sfintei Cruci" (fosta greco-catolică)
- Biserica Ortodoxă nouă, azi Biserica Ortodoxă "Sf. Ierarh Nicolae" (construită în 1932)
- Biserica Ortodoxă Danova
- Biserica Greco-Catolică Danova
- Biserica Greco-Catolică nouă, azi Biserica Greco-Catolică "Nașterea Maicii Domnului"
- Biserica Adventistă de ziua a Șaptea
- Biserica Penticostală "Filadelfia"
- Biserica adventistă "Mișcarea de Reformă"

## Istoric
Prima atestare documentară: 1365 (Ket-Viso, Ketwyssou).
Din datele informative primite de la oamenii vârstnici din comună, vatra satului Vișeu de Jos a fost în locul numit „Podul Morii”, între Valea Morii, râul Vișeu și Sub Dumbravă, unde ar fi rămas până în jurul anilor 1600-1650, acolo existând și o biserică din lemn . Astăzi, locul este marcat printr-o cruce numită, „Crucea de pe podul Morii”.
Legenda schimbării vetrei satului, transmisă din generație în generație, spune că acolo oamenii erau „pociți de Fata Pădurii” și mureau în număr mare.
Actuala vatră a satului a fost aleasă după sfatul vrăjitoarelor între patru ape, patru guri de văi: Valea Drăguiesii, Valea Secăturii, Valea Ghemii și Valea Porcului, care ar fi  împiedicat  intrarea Ciumei în sat. Tot în acest scop vatra satului a fost “croită” de jur împrejur cu o brazdă de plug trasă de trei perechi de boi, fiecare pereche din boi, gemeni, brazda fiind sfințită de un preot însoțit de slujitorii bisericii.
După așezarea satului în actuala vatră, s-a construit în 1700 o biserica din lemn  care a existat până în 1893, când a fost dăruită comunei Botiza. Biserica nouă s-a ridicat între anii 1884-1893 fiind construită din piatră extrasă din locurile numite Sub Dumbravă și Cornul Dumbrăviții, de pe hotarul comunei noastre.

## Populația de-a lungul timpului
Referitor la dezvoltarea demografică a Vișeu de Jos, în anul 1881 existau un număr de 2563 locuitorii în mare majoritate români, evreii, declarați germani, fiind pe locul secund (438 persoane). În prezent, localitatea are  4980 de persoane cu domiciliul, in comuna, conform datelor furnizate de Institutul Național de Statistică.

## Personalități locale
- Iosif Pop (n. 1966), mitropolit al Mitropoliei Ortodoxe Române a Europei Occidentale și Meridionale.
- Mihail Costea (delegat) (1885 - 1970), deputat în Marea Adunare Națională de la Alba Iulia 1918